# Marina (ópera)
Marina es una obra lírica española compuesta por Emilio Arrieta. En principio, fue una zarzuela en dos actos, con libreto de Francisco Camprodón, estrenada en el Teatro del Circo de Madrid el 21 de septiembre de 1855. A instancias del tenor Enrico Tamberlick, Arrieta la transformó en ópera en tres actos, siguiendo muy estrechamente el modelo donizettiano. El libreto de Camprodón fue reformado por Miguel Ramos Carrión. Se le añadieron tres dúos y un rondó final. Se estrenó en el Teatro Real de Madrid el 16 de marzo de 1871.

## Historia
Marina fue concebida inicialmente como una zarzuela en dos actos con libreto de Camprodon, y así fue estrenada el 21 de septiembre de 1855 en el Teatro Circo de Madrid ante un público que reaccionó con una absoluta indiferencia y una frialdad que de ninguna manera anticipaban el grandísimo éxito posterior de la obra. La crítica se mostró desconcertada e indecisa; mientras que algunos críticos se dieron cuenta de su calidad —entre ellos Barbieri—, otros la menospreciaron. Solo tuvo diez representaciones en Madrid, lo que era muy poco para la época. A pesar de todo, posteriormente ganó una gran popularidad a raíz de las sucesivas representaciones por toda España.
La transformación en ópera fue propiciada dieciséis años después por el tenor Enrico Tamberlick que quería cantar la obra en el Teatro Real. Considerando que Camprodón ya había muerto, Arrieta confió la adaptación del libreto a Ramos Carrión. En esta ocasión la ópera obtuvo un éxito indiscutible, se tuvieron que repetir diversos fragmentos y Arrieta recibió una de las mayores ovaciones de su carrera. La ópera tuvo siete representaciones.
La transformación requirió la composición de nuevas piezas y también la eliminación de algún número. La nueva estructura musical se benefició del arte más maduro y evolucionado de Arrieta, aunque también padeció los efectos de cierto «barniz» de carácter grandilocuente y pretencioso, que era algo que se esperaba de una gran ópera en la segunda mitad del siglo XIX. Asimismo, el carácter zarzuelístico de la obra permaneció generalmente inalterado a pesar de la intervención que la transformó en ópera.
Son muy famosas piezas como la entrada de Jorge (aria «Costa la de Levante»), la barcarola de Marineros al principio del Acto II, la romanza «Pensar en él», la habanera «Dichoso aquel que tiene» y el brindis del Acto III: «A beber, a beber y a apurar».
Alfredo Kraus y Jaime Aragall han destacado como intérpretes de esta zarzuela/ópera.

## Personajes
| Personaje | Tesitura | Reparto en el estreno como zarzuela, 21 de septiembre de 1855 | Reparto en el estreno como ópera, 16 de marzo de 1871 |
| --------- | -------- | ------------------------------------------------------------- | ----------------------------------------------------- |
| Marina    | soprano  | Amalia Ramírez                                                | Angiolina Ortolani                                    |
| Jorge     | tenor    | José Font                                                     | Enrico Tamberlick                                     |
| Roque     | barítono | Francisco Salas                                               | Gottardo Aldighieri                                   |
| Pascual   | bajo     | Ramón Cubero                                                  | Luis Gassier                                          |

## Argumento

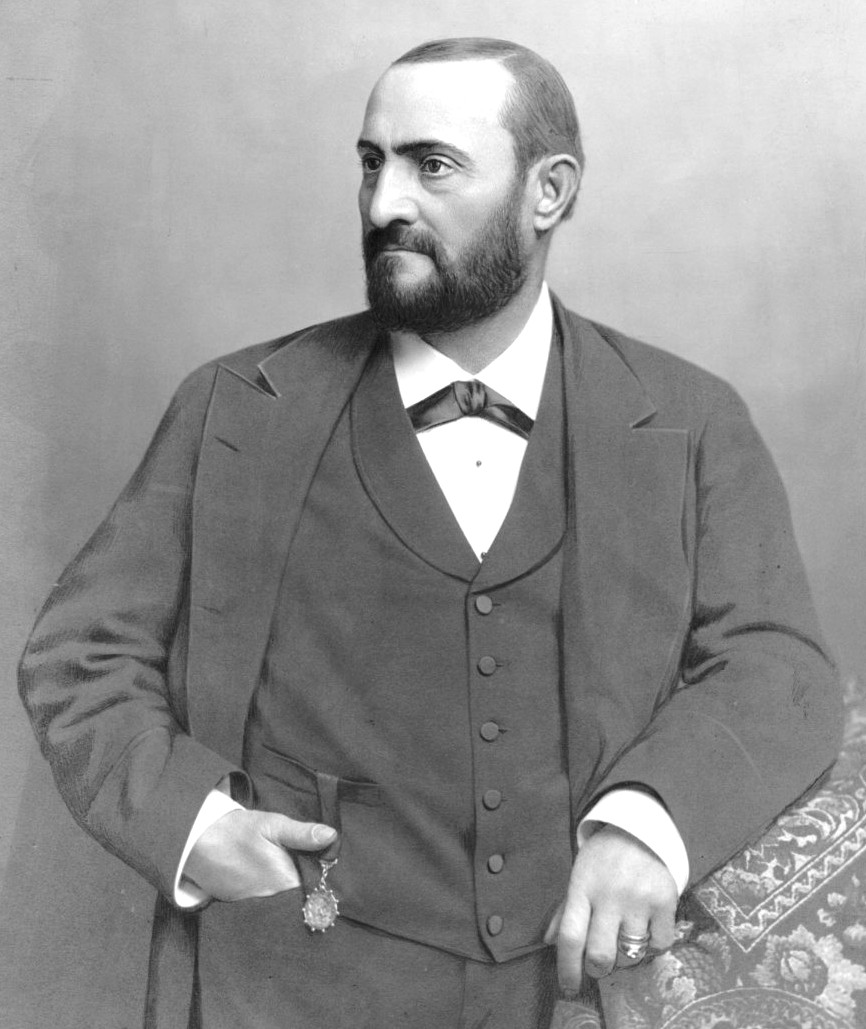
El tenor italiano Enrico Tamberlick, artífice de la transformación en ópera de Marina, la estrenó en la nueva versión operística en el Teatro Real de Madrid el 16 de marzo de 1871.

### Acto I
Mañana en la playa de Lloret de Mar. Mientras los pescadores cantan, Marina, huérfana de un marinero que había sido acogida en casa del capitán Jorge y de su madre, espera el regreso de Jorge, de quien, aunque se han criado como hermanos, está secretamente enamorada. Ella no sabe que sus sentimientos son correspondidos y que Jorge espera llegar para pedirle que se case con él. El capitán Alberto, amigo del padre de Marina, se dispone a zarpar. Marina le pide una carta de su padre que está en poder de Alberto, porque quiere conservarla como recuerdo. Alberto lo acepta. De repente aparece Pascual, un rudo muchacho que está enamorado de Marina, y que, al ver el afectuoso intercambio entre Marina y Alberto, ha creído ver en aquel un posible rival. Cuando Marina niega con vehemencia que Alberto sea su amante, Pascual le pide matrimonio. Con la intención de provocar que Jorge revele sus sentimientos hacia ella, Marina sugiere a Pascual que pida su mano a Jorge; si él accede, el matrimonio se celebrará.

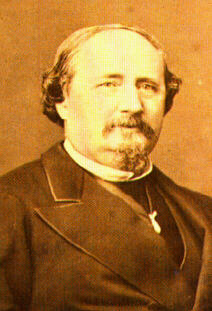
Emilio Arrieta (1823-1894)

El barco de Jorge llega al puerto y es recibido con grandes muestras de entusiasmo, a los cuales replica Jorge con un canto a su tierra natal (Costa la de Levante, playa la de Lloret…). Pascual no tarda en pedir a Jorge la mano de Marina, y este, completamente defraudado, se la concede. Pascual sale a dar la noticia a su madre, mientras que Jorge y Marina lamentan su suerte.

### Acto II
Los trabajadores de Pascual se dedican a sus tareas. Pascual entra y les comunica la noticia de su casamiento, presentando a su futura esposa. Los trabajadores se extrañan de la actitud melancólica de la joven, en un día que debería ser feliz para ella. Jorge manifiesta que Marina siempre será bien recibida en su casa, donde se ha criado como un miembro de la familia. Jorge se queda completamente abatido.

### Acto III
En una taberna a la orilla del mar, los marineros cantan y beben. Jorge, acompañado por Roque, bebe para olvidar las penas de amor (¡A beber, a beber y a apurar...!). Jorge lamenta el maltrato al que le somete la mujer que ama, mientras que Marina, que ha llegado a ver a su amado, intenta averiguar quién es esa mujer malvada que ha robado el corazón de Jorge, sin pensar que se trata de ella misma. 
Llega un marinero en busca de Marina. Le lleva, de parte de Alberto, la carta de su padre. Pascual intercepta la carta y, celoso, interpreta que se trata de la carta de un amante de su prometida. Encolerizado, rompe públicamente su compromiso, ante una Marina que, por un lado, trata de defender su honor, pero que por otro se siente liberada. Pascual sale y Marina explica a Jorge que se trataba de una carta de su padre. Los jóvenes resuelven la confusión que los había separado y se declaran su amor. Los marineros y la gente del pueblo se preguntan si habrá boda. Jorge responde que la habrá, pero él será el novio.

## Grabaciones
| Año  | Reparto (Marina, Jorge, Roque, Pascual)                              | Director, teatro y orquesta | Sello discográfico          |
| ---- | -------------------------------------------------------------------- | --- | --------------------------- |
| 1960 | Pilarín Álvarez Alfredo Kraus Francisco Kraus Trujillo Enrique Yebra | José Olmedo, Orquesta Sinfónica de Madrid, Agrupación Coral Magerit                                                                   | Audio CD: Carillon          |
| 1967 | Victoria Canale Jaime Aragall Antonio Blancas Victor de Narké        | Rafael Frühbeck de Burgos, Orquesta Filarmónica de España, Orfeón Donostiarra                                                         | Audio CD: COLUMBIA-ALHAMBRA |
| 1998 | María Bayo Alfredo Kraus Juan Pons Enrique Baquerizo                 | Víctor Pablo Pérez, Orquesta Sinfónica de Tenerife, Coro de Cámara de Tenerife, Coro del Conservatorio Superior de Música de Tenerife | Audio CD: Valois - Audivis  |